# SN 2010ce
SN 2010ce – supernowa typu Ia odkryta 8 kwietnia 2010 roku w galaktyce A093530+0128. W momencie odkrycia miała maksymalną jasność 17,70m.